# Brzeźnica (Nowa Wieś Mała)
Brzeźnica – część wsi Nowa Wieś Mała w Polsce, położona w województwie warmińsko-mazurskim, w powiecie kętrzyńskim, w gminie Kętrzyn. Wchodzi w skład sołectwa Nowa Wieś Kętrzyńska.
W latach 1975–1998 Brzeźnica administracyjnie należała do województwa olsztyńskiego.